# Neger
Neger bylo řiditelné torpédo německé Kriegsmarine z období druhé světové války. Plavidlo řízené jednočlennou posádkou bylo první ze speciálních zbraní nasazených německým námořnictvem na sklonku války. Negery byly bez většího úspěchu nasazeny roku 1944 proti spojeneckému vylodění v Normandii. Jejich dalším vývojem vznikly vylepšené typy Marder a Hai.

## Historie

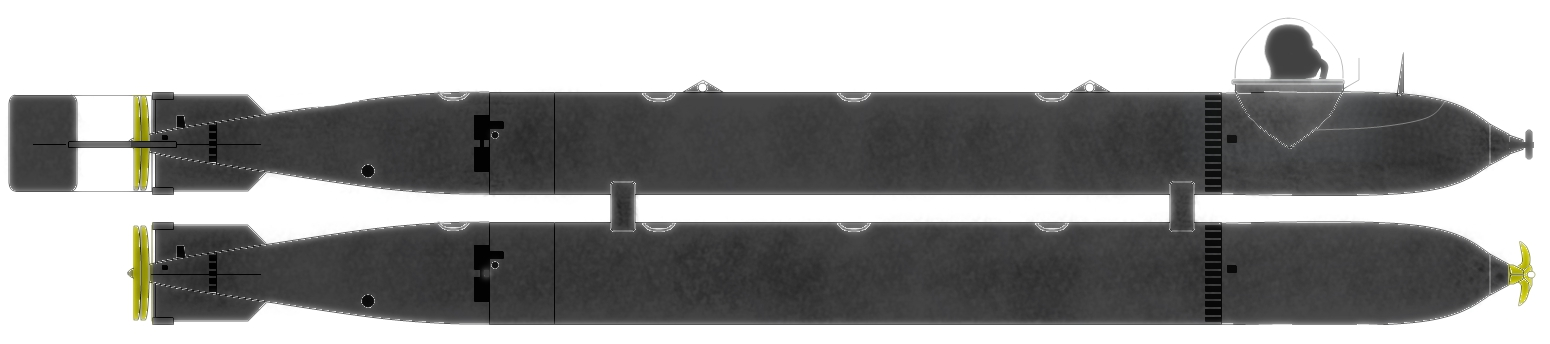
Základní uspořádání miniponorky Neger

Řiditelné torpédo Neger bylo vyvinuto v letech 1943–1944 jako levná a jednoduchá zbraň proti spojenecké invazi do Evropy. Jeho název byl inspirován příjmením jeho šéfkonstruktéra Ing. Richarda Mohra (česky: mouřenín). Postaveno bylo přibližně 200 miniponorek tohoto typu.

## Konstrukce
Neger byl jednoduché jednomístné bojové plavidlo tvořené dvěma 533mm torpédy zavěšenými nad sebou. Hlavice horního torpéda byla nahrazena stísněným jednomístným kokpitem, vybaveným základními přístroji a uzavřeným plastikovou kupolí. Protože plavidlo plulo těsně pod hladinou (zcela se ponořit nemohlo), kupole při plavbě vyčnívala nad hladinu. Dole bylo uchyceno jedno standardní torpédo G7e, které pilot miniponorky vypustil na cíl, na který mířil pomocí primitivního zaměřovače. Miniponorku poháněl elektromotor o výkonu 8,8 kW. Nejvyšší rychlost dosahovala 20 uzlů. Dosah byl 48 námořních mil při rychlosti 4 uzly.